# 柳家小もん
柳家 小もん（やなぎや こもん）は、落語家の名前。
- 柳家小もん - 後∶二代目柳家菊語楼
- 柳家小もん - 本項にて記述。

柳家 小もん（やなぎや こもん、1990年9月10日 - ）は、落語協会に所属する落語家。本名∶竹澤 雅。

## 経歴
前橋市立粕川小学校、前橋市立粕川中学校、群馬県立前橋高等学校、学習院大学文学部史学科出身。大学時代は、落語研究会に所属しており、委員長もつとめていた。
2013年5月、柳家小里んに入門。2014年11月1日、前座となる。前座名「小多け」。
2018年3月21日、春風亭一花、桃月庵こはくと共に二ツ目昇進し、「小もん」と改名。

## 人物
2018年春、群馬県出身の若手落語家4名にて同県の全35市町村で公演を催す趣旨の落語家ユニット「上州事変」を結成する。メンバーは立川がじら、林家つる子、小もん、三遊亭ぐんま。群馬県民の日である10月28日に群馬会館にて旗揚げ公演を実施した。
「マイベストオブ上毛カルタ」は雷と空っ風義理人情、好きな群馬のソウルフードはモロヘイヤうどん、群馬のオススメ観光スポットはながめ余興場と群馬県立自然史博物館を挙げている。
浅草演芸ホール8月中席で毎年行われる住吉踊り連に所属している。

## 出演

### ラジオ
- 柳家小もんのお仲入り（FM桐生、水曜日第2週）[4]

### 配信
- 寄席の灯を消すな ～コロナと闘う師匠と弟子の人情噺～（abema news・ANN、2022年9月）-　語り